# Learn to Live
| Совокупная оценка    | Совокупная оценка |
| Источник             | Оценка            |
| -------------------- | ----------------- |
| Metacritic           | (66/100)          |
| Оценки критиков      |                   |
| Источник             | Оценка            |
| AllMusic             | [ 2 ]             |
| Billboard            | (favorable)       |
| The Boston Globe     | (positive)        |
| Entertainment Weekly | B-                |
| The New York Times   | (favorable)       |
| PopMatters           | [ 7 ]             |
| Robert Christgau     | [ 8 ]             |
| Slant Magazine       | [ 9 ]             |

Learn to Live — второй студийный альбом американского кантри-певца и автора-исполнителя Дариуса Ракера (певца из группы Hootie & The Blowfish), изданный 16 сентября 2008 года на студии Capitol Nashville.

## История
Альбом вышел 16 сентября 2008 года на студии Capitol Nashville.
Альбом получил положительные и умеренные отзывы музыкальных критиков и интернет-изданий: Metacritic, AllMusic, PopMatters.
Лид-сингл «Don't Think I Don't Think About It» вышел 27 мая 2008 года. В сентябре 2008 года песня стала первой для Ракера, достигшей позиции № 1 и первым крупным кантри-хитом в исполнении афроамериканца со времён Charley Pride в 1980-х. Альбом Learn to Live дебютировал на № 1 в чарте Billboard Country Albums и на № 5 в Billboard 200 с тиражом 60,000 копий в первую неделю. К февралю 2010 тираж достиг 1,298,274 копий в США по данным Nielsen SoundScan, и был сертифицирован в платиновом статусе ассоциацией Recording Industry Association of America, за продажу 1 млн копий.

## Список композиций
| №   | Название                             | Автор(ы)                                     | Длительность |
| --- | ------------------------------------ | -------------------------------------------- | ------------ |
| 1.  | «Forever Road»                       | Darius Rucker, Frank Rogers, Chris Stapleton | 4:01         |
| 2.  | «All I Want»                         | Rucker, Rogers                               | 3:49         |
| 3.  | «Don't Think I Don't Think About It» | Rucker, Clay Mills                           | 3:03         |
| 4.  | «Learn to Live»                      | Rucker, Rogers                               | 3:48         |
| 5.  | «If I Had Wings»                     | Rucker, Rogers, Rivers Rutherford            | 4:03         |
| 6.  | «History in the Making»              | Rucker, Mills, Rogers                        | 3:29         |
| 7.  | «Alright»                            | Rucker, Rogers                               | 3:51         |
| 8.  | «It Won't Be Like This for Long»     | Rucker, Chris DuBois, Ashley Gorley          | 3:39         |
| 9.  | «Drinkin' and Dialin'»               | Rucker, DuBois, Gorley                       | 3:04         |
| 10. | «I Hope They Get to Me in Time»      | Monty Criswell, Wade Kirby                   | 3:26         |
| 11. | «While I Still Got the Time»         | Rogers, Rucker, Rutherford                   | 3:49         |
| 12. | «Be Wary of a Woman»                 | Rucker, Dave Berg, Patrick Davis             | 3:26         |

| №   | Название              | Длительность |
| --- | --------------------- | ------------ |
| 13. | «I Want to Thank You» | 3:57         |

## Чарты
| Чарт (2008)                      | Высшая позиция |
| -------------------------------- | -------------- |
| США Billboard Top Country Albums | 1              |
| США Billboard 200                | 5              |

### Годовые итоговые чарты
| Чарт (2010)                      | Позиция 2010 |
| -------------------------------- | ------------ |
| США Billboard 200                | 56           |
| США Billboard Top Country Albums | 13           |

### Синглы
| Год  | Сингл                                | Высшая позиция | Высшая позиция | Высшая позиция |
| Год  | Сингл                                | US Country     | US             | CAN            |
| ---- | ------------------------------------ | -------------- | -------------- | -------------- |
| 2008 | «Don't Think I Don't Think About It» | 1              | 35             | 47             |
| 2008 | «It Won't Be Like This for Long»     | 1              | 36             | 59             |
| 2009 | «Alright»                            | 1              | 30             | 61             |
| 2009 | «History in the Making»              | 3              | 63             | 73             |

## Сертификации
| Регион     | Сертификаты |
| ---------- | ----------- |
| США (RIAA) | Платиновый  |